# Bedtime Story
"Bedtime Story" é uma canção da cantora americana Madonna, contida em seu sexto álbum de estúdio Bedtime Stories (1994). Foi composta por Björk, Marius de Vries e Nellee Hooper, e produzida pela própria intérprete em conjunto com o último. Como parte de seu objetivo de "realizar um impacto" no cenário musical soul, Madonna decidiu colaborar com novos produtores para a concepção de seu novo disco e explorar outros estilos musicais, como o R&B e a cena musical britânica. A intérprete contatou profissionais ligados à música eletrônica, como Nellee Hooper e Marius de Vries; através de seus contatos com eles, propôs à islandesa Björk que composse uma canção para o seu novo trabalho, inspirado pelo álbum Debut, lançado por ela no ano anterior. de Vries e Hooper refizeram a demo, até então intitulada "Let's Get Unconscious", com o último encarregando-se da produção juntamente com Madonna.
"Bedtime Story" foi gravada nos estúdios Chappell em Encino, Califórnia, onde ocorreram outras sessões com Hooper, e acabou por servir de base para o título do álbum. Foi lançada como o terceiro single do disco em 13 de fevereiro de 1995 através das gravadoras Maverick, Sire e Warner Bros., acompanhada de diversos remixes e sendo disponibilizada em diversos formatos. Em termos musicais, é uma canção eletrônica de ritmo moderado com influências de acid, house, techno e música ambiente. Sua estrutura consiste numa melodia subjacente e esquelética de sintetizadores, apoiada por efeitos como palmas, loops de caixa de ritmos, órgãos e cordas. É um afastamento do repertório prévio de pop e R&B do restante do álbum, em favor de músicas eletrônicas e não convencionais. Em termos líricos, retrata as alegrias do mundo inconsciente.
"Bedtime Story" foi aclamada por críticos especializados em música contemporânea, que elogiaram a sua produção e estilo eletrônico e hipnótico; alguns resenhistas a selecionaram como um dos destaques do disco e notaram o seu afastamento da discografia de Madonna, enquanto outros compararam-na com trabalhos de Björk e observaram sua influência em trabalhos posteriores. Em retrospecto, autores apontaram que a faixa serviu de prévia à exploração da música eletrônica feita pela cantora em Ray of Light (1998), e consideraram-na subestimada e uma das músicas com potencial menos aproveitado em sua carreira. Obteve um desempenho comercial moderado, atingindo as dez primeiras posições na Austrália, Itália e Reino Unido, enquanto nos Estados Unidos tornou-se o primeiro lançamento de Madonna desde "Burning Up" a não atingir as quarenta primeiras posições da tabela Billboard Hot 100, parando na 42ª posição. Apesar disso, liderou a tabela de músicas dance, onde foi a terceira mais bem sucedida naquele ano, tornando-se uma favorita nas boates.
O vídeo musical correspondente foi dirigido por Mark Romanek e filmado num período de seis dias no Estúdio Universal. É um dos vídeos mais caros de todos os tempos, custando 5 milhões de dólares em sua produção, e passou por uma série de tratamentos e problemas nas filmagens até chegar ao produto final — uma gravação composta por imagens surrealistas e da nova era, com influências de artistas como Remedios Varo, Frida Kahlo e Leonora Carrington. Lançado em 10 de março de 1995 em cinemas da rede Odeon Cineplex, algo inovador para a época, o vídeo foi aclamado pela crítica, tendo sido colocado em exposição permanente no Museu de Arte Moderna de Nova Iorque. "Bedtime Story" foi apresentada ao vivo uma única vez, como o número de abertura do Prêmio Brit de 1995, onde utilizou-se o remix de Junior Vasquez e Madonna se caracterizou com um vestido prateado Versace e uma longa peruca. Outra vertente da faixa foi usada como interlúdio de vídeo na Re-Invention Tour (2004).

## Antecedentes e lançamento
Creio que na época, sim, [Vamos ficar inconscientes] era o que eu queria ouvir da boca [de Madonna]. Mas isso foi, tipo, há seis anos atrás, quando tudo sobre ela parecia muito controlado. [Atualmente] acho ela uma pessoa muito intuitiva, e definitivamente seus instintos de sobrevivência são incríveis. Na época, as palavras que pensei que ela diria foram, 'Não estou mais usando palavras, vamos ficar inconscientes, querido. Dane-se a lógica. Apenas seja intuitivo. Seja mais livre. Vá com o fluxo'. Agora, parece que ela está sim indo com o fluxo.

—Björk sobre a criação de "Bedtime Story" em entrevista para a revista Nylon em 2001.
Em 1992, Madonna lançou o polêmico livro Sex e o seu quinto álbum de estúdio Erotica, ambos os quais apresentaram temáticas explícitas, centradas no sexo e em fantasias sexuais, além de estrelar o filme de terror erótico Body of Evidence. Todos esses lançamentos foram vistos de forma negativa por jornalistas e fãs, que consideraram que "ela tinha ido longe demais" e que sua carreira estava em declínio. Além disso, sua controversa entrevista ao programa de David Letterman em 1994, marcada pelo uso de palavrões e comentários de teor sexual, contribuiu para o ápice de rejeição da mídia e do público geral em relação à imagem exageradamente sexual da cantora. Naquela época, Madonna liberou a faixa "I'll Remember" para a trilha sonora do filme With Honors. Bem recebida criticamente e comercialmente, foi vista como o primeiro passo positivo da intérprete em se reconectar com o público de massa e reparar os danos em sua carreira causados por sua personalidade provocante.
De acordo com a autora Lucy O'Brien em seu livro Madonna: Like an Icon, Madonna queria "realizar um impacto" no cenário da música soul e, para isso, começou a trabalhar com famosos produtores de R&B, como Dallas Austin, Babyface e Dave Hall, sendo uma das poucas ocasiões em que ela colaborou com profissionais conhecidos. A cantora também queria explorar a cena musical das boates britânicas, onde gêneros como o dub estavam crescendo em popularidade, e decidiu trabalhar com produtores e compositores europeus ligados à cena eletrônica, incluindo Nellee Hooper, que elogiou Madonna devido à sua "sensibilidade bem europeia". Após convidar Hooper para Los Angeles, iniciaram-se sessões no estúdio Chappell em Encino, Califórnia, que foram as últimas a serem realizadas para o disco. Madonna queria que as pessoas se concentrassem nos aspectos musicais do projeto, e que as músicas falassem por si mesmas. O produto final, Bedtime Stories, é um álbum derivado do pop e R&B predominantemente composto de canções lentas e com uma abordagem lírica menos sexual do que o seu antecessor, incorporando novos estilos a discografia da cantora como trip hop, hip hop e techno.
De acordo com o autor Mark Pytlik em seu livro Björk: Wow and Flutter, Madonna estava inspirada na época pelo segundo álbum de Björk, Debut (1993). Através de suas conexões com Vries e Hooper, a cantora entrou em contato com Björk e lhe solicitou a chance de compor uma faixa para o seu disco. A islandesa não se considerava fã da estadunidense, mas ficou intrigada pela oferta e aceitou. Ela escreveu uma música inicialmente intitulada "Let's Get Unconscious", com as linhas iniciais; "Hoje é o último dia / Em que estou usando palavras", concebidas a partir de seu próprio criticismo em relação à estética de Madonna. Desta forma, ela criou as letras a partir dessas frases e com Madonna em mente; Em uma entrevista, Björk esclareceu: "Quando foi oferecida a oportunidade de escrever uma música [para Madonna], eu realmente não conseguia me imaginar fazendo uma canção que se encaixasse com ela. [...] Mas, ao repensar, decidi fazer isso — escrever as coisas que sempre quis ouvi-la dizendo [e] que ela nunca disse". Madonna havia demonstrado interesse em trabalhar com Björk, mas as duas nunca se conheceram pessoalmente por decisão desta, que preferiu se manter à distância e até se recusou a cantá-la em dueto por considerar que seria "um erro".
Eu estive num estado mental reflexivo. Fiz muitas procuras na alma e me senti num espírito romântico quando estava compondo [as músicas], então foi sobre isso que eu escrevi. [...] Eu decidi que queria trabalhar com uma série de produtores diferentes. O álbum de Björk foi um dos meus preferidos por anos — é brilhantemente produzido. [...] Nellee foi a última pessoa com quem trabalhei, e não foi até esse ponto que tive uma percepção de como seria o som do disco, então eu tive que voltar e refazer muitas [coisas]
—Madonna falando sobre o envolvimento de Björk e Nellee Hooper na elaboração do álbum.
A intérprete entregou a demo contendo seus vocais na canção para Hooper e Vries, que reorganizaram a composição — por esse fator os três também receberam o crédito de autoria — a versão final foi intitulada "Bedtime Story". O título da música serviu de base para o nome do álbum, com Madonna considerando que ele remetia à ideia de "histórias sendo contadas, de palavras que você ensina a crianças". Björk mais tarde declarou que Madonna pronunciou algumas das letras erroneamente, como "abandonando a lógica e a razão" ao invés da original "aprendendo a lógica e a razão"; No entanto, ela considerou isso um "erro interessante". A versão original foi mais tarde retrabalhada por Björk e lançada sob o título de "Sweet Intuition", aparecendo como o lado B do single "Army of Me" e em versão remixada na canção "It's Oh So Quiet". "Bedtime Story" foi lançada como a terceira música de trabalho do disco em 13 de fevereiro de 1995 na Europa e na Austrália, e em 11 de abril nos Estados Unidos.

## Estrutura musical e letras
No âmbito musical, "Bedtime Story" é uma canção derivada da música eletrônica, sendo um notável contraste das outras músicas do álbum, que exploram majoritariamente o R&B e o new jack swing. Ao contrário dos trabalhos mais acelerados e melódicos de Madonna, a obra é mais lenta e possui uma estrutura rítmica complexa que se sustenta através de loops 'silenciosamente' rítmicos. Sem conter muita melodia, a cantora a interpreta de uma forma "abafada". Apresenta um som influenciado pela música ambiente, com uma batida house "pulsante", "profunda [e] borbulhante". Há comparações estilísticas ao acid house, com seu "esquelético" arranjo de sintetizadores, além de influências de trance minimalista e techno. Segundo Eduardo Viñuela, editor do livro Bitch She's Madonna: La Reina del Pop en La Cultura Contemporánea (2018), a gravação transmite a sensação de "uma viagem à cultura oriental". A instrumentação da obra é sintetizada, consistindo em loops de caixas de ritmos, órgãos, cordas, gorgolejos e palmas, bem como um coral "homofônico" digitalmente alterado. De acordo com a partitura publicada pela Alfred Publishing no portal Musicnotes.com, "Bedtime Story" é composta na clave de sol menor e possui um andamento moderado de 108 batidas por minuto. Os vocais de Madonna abrangem-se entre as notas de lá3 e sol ♭5, com a canção contendo uma sequência básica formada pelas notas de sol menor9, ré menor, mi e lá como sua progressão harmônica.
A canção é ligada ao final da faixa anterior no álbum, "Sanctuary", e começa com o som de alguns de seus acordes. Após isso, se inicia o arranjo de sintetizadores, sobre o qual a cantora pode ser ouvida gemendo, dando sequência ao som das caixas de ritmos e palmas. Segundo o autor Santiago Fouz-Hernández, em Madonna's Drowned Worlds: New Approaches to Her Cultural Transformations (2004), ouve-se uma voz "grossa", desenvolvida por manipulação tecnológica, e sons que remetem a uma referência etérea ou mesmo "cosmológica" devido à sua estrutura desarticulada. Víctor Amaro Vicente, em seu livro The Aesthetics of Motion in Musics for the Mevlana Celal Ed-Din Rumi (2007), observou que a estrutura musical da canção apresenta muitas semelhanças ao nova era e a diferentes formas de música sufista. Ele comparou suas qualidades de atmosfera lenta ao mantra "mevlevi-sufista", enquanto a estrutura rítmica "constante e contínua" tem sido comparada à música utilizada nas cerimônias do zikr, também presente quando a cantora repete a sílaba ah de forma intermitente com a sua voz alterada digitalmente, mas sobretudo na introdução. Björk foi creditada por dar à canção seu estilo particular; Nesse sentido, Vries considerou a construção da faixa "distintivamente Björkiana" e comentou que a islandesa "tem uma abordagem tão particular e idiossincrática para a construção de letras e frases [que] Madonna capturou [aquela] atmosfera maravilhosamente." Num capítulo de Music and Technoculture (2003), os autores Charity Marsh e Melissa West escreveram que é possível ouvir a influência de Björk nos vocais de Madonna durante a canção.
Rikky Rooksby, autor de The Complete Guide to the Music of Madonna, notou que as letras de "Bedtime Story" são um ode às alegrias da inconsciência e uma rejeição às supostas restrições da razão e da linguagem, citando como exemplo o trecho; "Palavras são inúteis / Especialmente frases / Elas não significam nada / Como poderiam explicar o que eu sinto?". Da mesma forma, Larry Flick da Billboard disse que foi um "apelo pungente por fuga e alegria inconsciente", expressando angústia e determinação, e para o autor Francesco Falconi representou uma viagem "na estética e no subconsciente". Liricamente, embora seja uma canção que fale sobre uma viagem ao inconsciente, foram apontadas outras conotações no significado de suas letras. Vicente notou a prevalência de temas pós-modernistas e da nova era em algumas linhas, especialmente se tratando da incapacidade de articular o conceito de verdade, além da meditação e o relaxamento. O autor notou ainda que as referências clichês a "querido", "saudando" e "ansiando", além das conotações sexuais de estar "molhada por dentro" não se referem ao amor "secular", mas sim à poesia sufista "extática". O conteúdo lírico é um contraste dos trabalhos anteriores de Madonna, que eram altamente sexuais, eles se referem a conceitos de movimentos que são "centrais" na filosofia sufista: "Indicam atingir a fana através da sema (ficar 'perdido' e 'deixar a lógica e a razão nos braços da inconsciência')".

## Crítica profissional

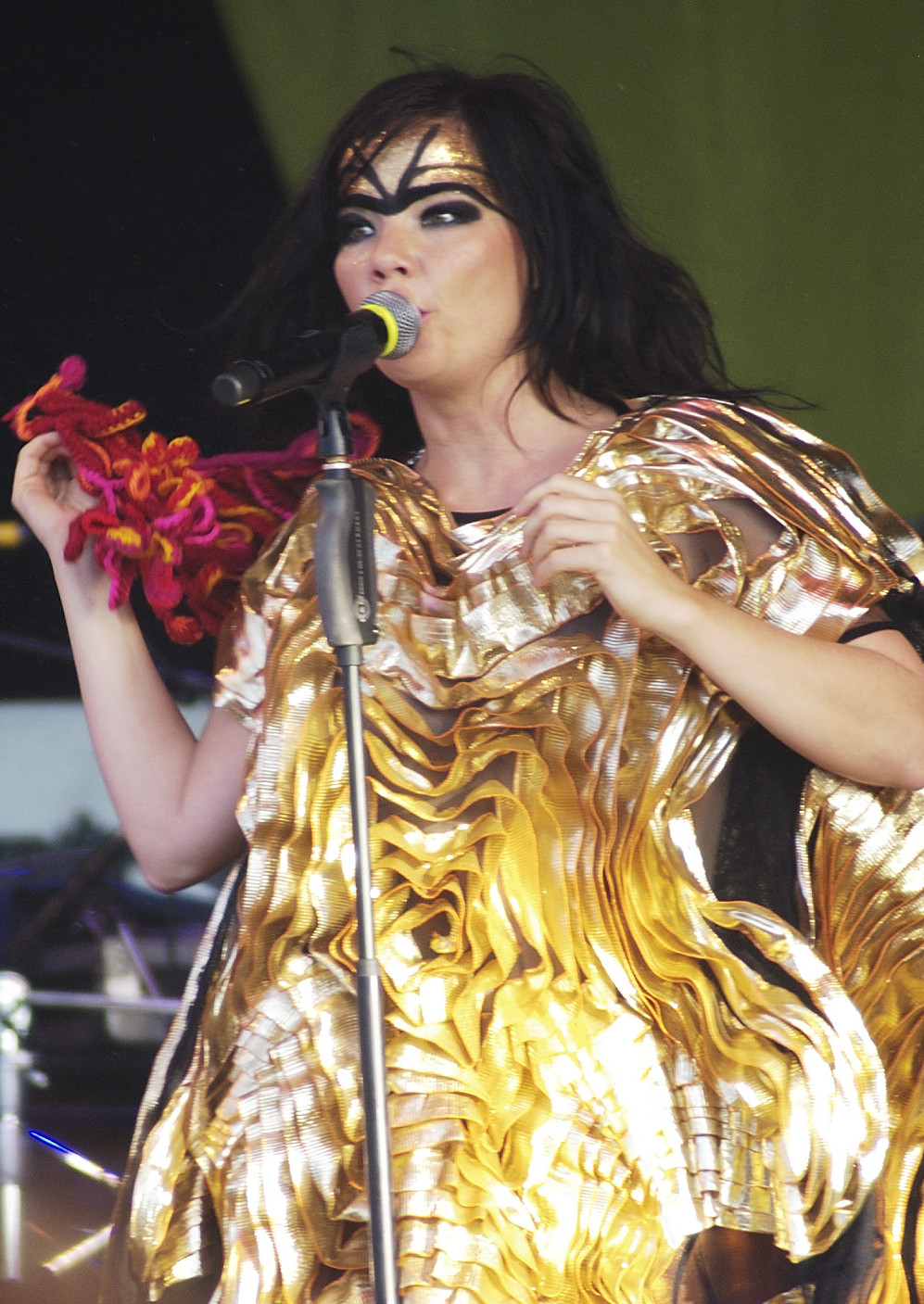
"Bedtime Story" foi frequentemente comparada à trabalhos de sua co-autora a islandesa Björk (imagem).

De forma geral, "Bedtime Story" atraiu críticas positivas de acadêmicos, analistas especializados e jornalistas musicais, que alegaram que sua produção a tornou uma das melhores canções do álbum, bem como uma das mais subestimadas da carreira de Madonna. É o caso de Stephen Thomas Erlewine, do banco de dados Allmusic, que reconheceu-o como um dos maiores destaques do disco, ou Sal Cinquemani da revista Slant, que o considerou um de seus singles mais "desperdiçados". O mesmo autor deu a gravação uma nota "A" em sua revisão à compilação GHV2 e acrescentou que poderia ter sido o próximo "Vogue" (1990), porém "[até] mesmo os mais bravos programadores de rádios pop [a] ignoraram." A jornalista da Billboard, Larry Flick, revisou três vezes a obra. Em sua primeira crítica antes do lançamento comercial, ela o chamou de "hino trance/house obscuro" que está entre os "mais agitados do álbum, ideal para casas noturnas". Após seu lançamento, ela o descreveu como uma das canções pop "mais ousadas e experimentais" de Madonna, destacando a sua sonoridade "dance-trance vanguardista" e o "gancho intrigante". Por último, enquanto avaliava "Human Nature", ela reconheceu "Bedtime Story" como "magnífica e brilhantemente concebida que grudou sobre a mente de muitos". Jose F. Promis, do Allmusic, deu-lhe três estrelas de cinco e considerou-o um de seus singles "mais aventureiros e menos comerciais", que se manteve fiel à sua origem, ou seja, "música dance pura e não adulterada". Peter Galvin, da publicação The Advocate, destacou a sonoridade techno do tema, reminiscente do outro "hino de êxtase, "Rescue Me" (1991). Amaro Vicente escreveu que, graças à sua "complexa textura rítmica", tornou-se uma das "favoritas das pistas de dança em meados da década de 1990". Alejandra Torrales, do site mexicano Sopitas, o descreveu como "uma joia que é posta perto do final do álbum como se fosse uma forma de encontrar a pérola, pegue-a e deixe-se levar por ela até o fim". Para a revista musical Rolling Stone, Barbara O'Dair destacou o sonoridade "latejante" da canção, que "renuncia à linguagem em favor do entorpecimento". No livro Enciclopedia Gay (2012), os autores Ignacio D'Amore e Mariano López o descreveram como "extremamente intenso e subaquático".
Alguns outros críticos notaram a influência de Björk na obra. Por exemplo, Charity Marsh e Melissa West, autores de Music and Technoculture (2003), compararam os primeiros quarenta segundos de "Bedtime Story" com a música "Possibly Maybe", incluída no segundo álbum da islandesa, Post (1995), e notaram que era "evidente que [Madonna] imita [sua] técnica vocal, usando um tom íntimo e sussurrante". Chris Wade, escritor do livro The Music of Madonna (2016), afirmou que embora tenha sido composta por Björk, Madonna "se apossou dela ao adicionar uma sonolência estranha que a tornou uma de suas canções mais inusitadas, extravagantes e desafiadoras". James Servin, da revista Nylon, a caracterizou como "sonhadora, atmosférica e vibrante", e mencionou que "colocava Madonna no contexto da música dance intelectual, [que é o] o terreno de Björk, ao cantar sobre sua decisão de não usar mais palavras, descartar a linguagem e se entregar totalmente aos sentimentos". Na Encyclopedia Madonnica 20 (2016), Matthew Rettenmund o listou como um de seus lançamentos mais incomuns, descrevendo-o como "uma jornada hipnótica, quase alucinógena por um estado mental idealizado". No entanto, ele sentiu que o fato de ter sido lançado depois de "'Take a Bow' diminuiu seu potencial". Quentin Harrison do portal Albumism, chamou-o de "hipnótico" e elogiou a cantora por saber como "mantê-lo coeso com o R&B comercial" do resto do álbum. Em críticas menos favoráveis, Eduardo Viñuela sentiu que não acabou de coalhar e que o resultado não foi superior ao esperado. Embora tenha elogiado a mixagem, ele sugeriu que talvez estivesse muito "à frente de seu tempo". Rooksby, que a comparou ao som da banda Everything but the Girl, argumentando que era uma das "faixas mais artificiais" da artista e que "deveria ser mais longa e psicodélica". Em sua revisão para o Pitchfork, o músico Owen Pallett chamou-a de "inconcebivelmente decepcionante, estéril e estática" e "o primeiro fracasso realmente vergonhoso de Madonna". Ele o comparou negativamente a "Violently Happy" de Björk e concluiu que a abordagem desta última a uma canção de amor, "funciona tão bem quando combinada com sua própria estética mística, mas que não funciona com o consumismo zeloso de Madonna".
Em retrospecto, Mary von Aue da revista Vice, em um artigo comemorativo ao 20º aniversário do álbum, disse que "Bedtime Story" e "Human Nature" provaram que ela "era dona de sua própria sexualidade e que não iria deixá-la obscurecê-la". Em um artigo da Parade, Samuel R. Murrian observou que criou "uma experiência deslumbrante diferente de qualquer outra coisa no cânone de Madonna" e a incluiu em 43º lugar em sua lista dos 100 melhores singles da intérprete. Bianca Gracie, da página Idolator, a considerou a melhor do álbum, destacando sua "atmosfera psicodélica" que "absorve você com seus padrões vibrantes de bateria retirados diretamente da música trance, o que cria uma atmosfera etérea". Além disso, ela lembrou que foi uma das principais inspirações para conceberem "Breathe on Me" (2003), de Britney Spears. Em sua contagem dos 100 melhores, Louis Virtel da NewNowNext, a classificou em 49º lugar, escrevendo que "Bjork poderia ter mantido essa odisseia de inconsciência para si mesma, mas ela encontrou uma sucessora digna em Madonna." A equipe da Rolling Stone classificou-o em 47º e disse que foi "uma exploração de sentimentos atmosféricos tão profundos que transcendem a linguagem". Na sua análise publicada pelo jornal britânico The Guardian, Jude Rogers a classificou em 53º e mencionou que, embora Madonna a tenha interpretado de forma "soberbamente hipnótica", ainda soava "muito" similar a Björk. Mayer Nissim, do jornal online PinkNews, considerou-a como a décima terceira melhor canção da intérprete, chamando-a de um "clássico dance pop ambiental incomum". Para Guillermo Alonso, da edição espanhola da Vanity Fair, era a 40ª canção mais marcante de sua discografia, e para Matthew Jacobs, do HuffPost, é a mais "hipnótica" de Madonna. Andrew Unterberger, da Billboard, considerado o remix "Junior's Wet Dream Mix" como a 44ª melhor música da intérprete, argumentou: "O pulso central [da música] tinha um certo apelo, e o DJ Junior Vasquez o trouxe em seu remix "Wet Dream", ao encontrar o hedonismo implícito no gancho, determinou que não era preciso escolher entre o quarto e a pista de dança".
"Bedtime Story" foi descrita como a canção que introduziu o uso da música eletrônica nas obras posteriores de Madonna, particularmente em Ray of Light (1998). Em relação a este último, Amaro Vicente considerou que "seu caráter contemplativo e techno/rave eletrônico se deve a "Bedtime Story"," enquanto o autor italiano Francesco Falconi chamou-a de "uma joia" que também representava "o primeiro passo para a direção eletrônica da artista em 1998". Opinião compartilhada por  James Servin de Nylon. Promis, do Allmusic, admitiu que, em vez de se encaixar na "calorosa vibe adulto contemporâneo" do restante de Bedtime Stories era mais parecido com o material de Ray of Light, devido às suas "nuances eletrônicas". Para Lucy O'Brien, autora de Madonna: Like an Icon (2008), a música "parecia querer explorar algo" nela; A este respeito, De Vries declarou: "Ela começou a querer sair da coleira e encontrar outras línguas para falar. Foi um momento embrionário que foi muito mais longe nos álbuns seguintes". Sal Cinquemani a considerou "o germe que a inspiraria a conquistar a eletrônica e trabalhar com figuras como William Orbit e Mirwais Ahmadzaï". Ao eleger seus sessenta singles preferidos de Madonna, Chuck Arnold da Entertainment Weekly, enfatizou que a faixa era importante em seu catálogo, pois era "um ponto de partida para a eletrônica de ponta de Ray of Light", algo que os editores da revista digital de entretenimento Medium concordaram.

## Vídeo musical

### Desenvolvimento

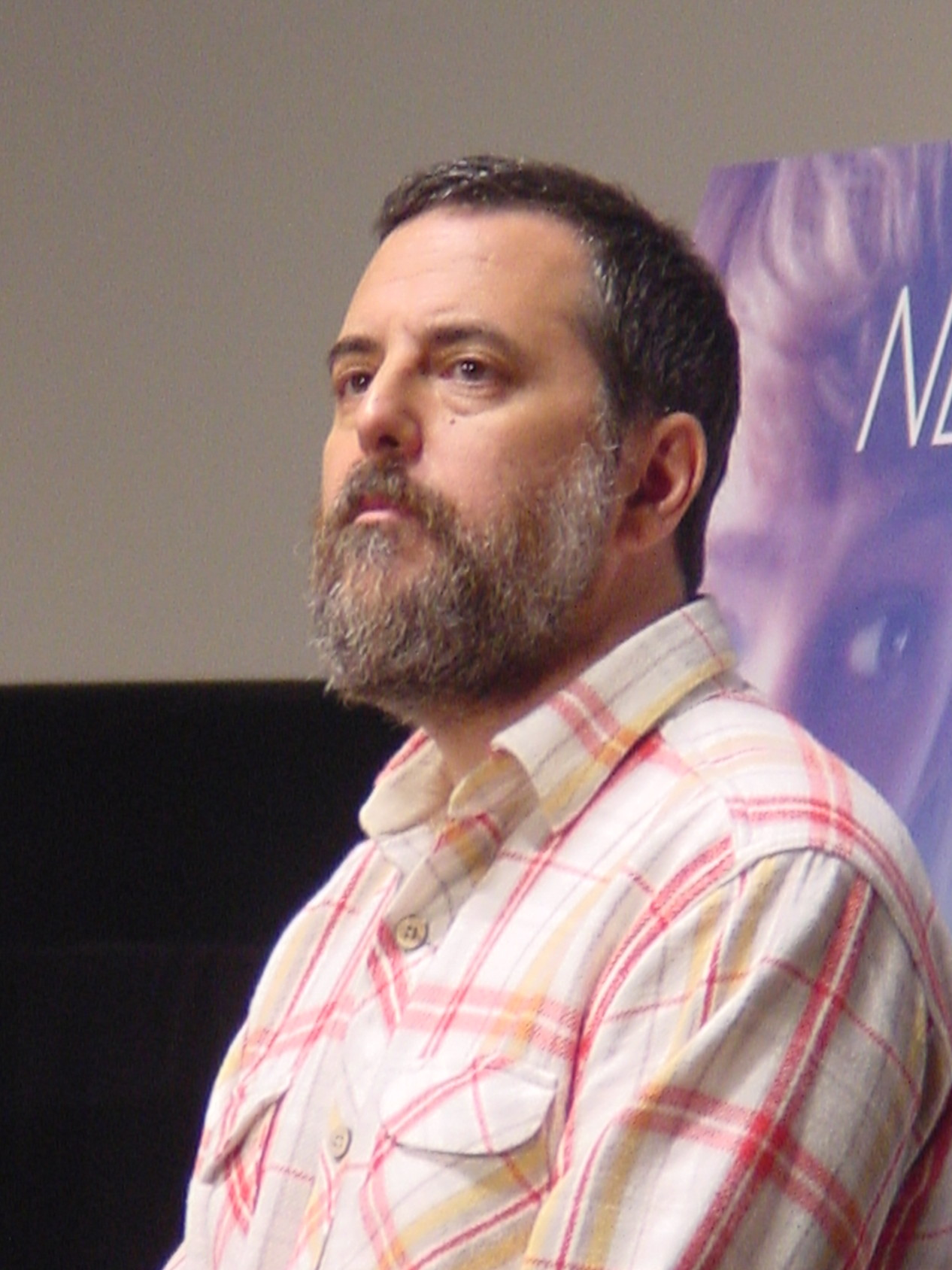
Mark Romanek dirigiu o vídeo de "Bedtime Story", através do qual apresentou seu "surrealismo pictórico".

O vídeo musical de "Bedtime Story" foi filmado de 5 a 11 de dezembro de 1994 nos Estúdios Universal em Universal City, Califórnia, sob a direção de Mark Romanek. Filmado pelo cinematógrafo Harris Savides, o vídeo foi feito em lentes 35 mm, com design de produção de Tom Foden. Devido aos efeitos especiais "elaborados", seu orçamento foi estimado em 5 milhões dólares, tornando-o um dos mais caros de todos os tempos, tendo sido o mais caro na época de seu lançamento — em conjunto com o de "Express Yourself", lançado por Madonna em 1989 e também com produção avaliada em 5 milhões dólares. Madonna havia primeiramente entrado em contato com Romanek para dirigir o vídeo de "Bad Girl", single do álbum Erotica. Ela lhe apresentou como inspiração uma pintura escura e perturbadora, o que surpreendeu o diretor. A gravação acabou por ser dirigida por David Fincher, mas Romanek veio a trabalhar no vídeo de "Rain", também faixa de trabalho daquele álbum. Ele comentou em seu DVD, The Work of Director Mark Romanek, ter sido contatado novamente para dirigir o vídeo de "Bedtime Story", aceitando a proposta depois de ouvir a música — considerando-a um recurso para demonstrar seu "surrealismo pictórico". Como forma de buscar inspiração para dirigi-lo, Romanek investigou a vida e obra de vários pintores surrealistas, como Leonora Carrington e Remedios Varo, a quem buscou homenagear nesse trabalho. Em seguida, Romanek contatou o artista gráfico Grant Shaffer para criar o esboço sequencial para o vídeo; isso já havia sido feito com Madonna antes em "Deeper and Deeper" (1992) e "Rain". Eles se encontraram no dia seguinte na Spot Welders, uma empresa de edição cinematográfica em Venice, Los Angeles, onde Romanek estava finalizando o processo de edição do vídeo de "Closer", da banda de rock Nine Inch Nails. O diretor tocou "Bedtime Story" para Shaffer e também lhe mostrou algumas fotos de Madonna, que na época estavam sendo consideradas para a capa do álbum. As imagens inspiradas pelo surrealismo apresentavam a cantora num estilo místico, com cabelos brancos ondulados atrás dela. Em entrevista com a revista Aperture, Madonna revelou a inspiração para o vídeo:
O vídeo de "Bedtime Story" é totalmente inspirado em pintores surrealistas como Leonora Carrington e Remedios Varo. Há uma cena em que as minhas mãos estão no ar e estrelas giram ao meu redor. Outra onde eu voo com o meu cabelo se arrastando atrás de mim, os pássaros voando para fora do meu roupão aberto — todas essas imagens foram homenagens à pintores surrealistas.
Romanek detalhou a Shaffer cada cena que havia concebido com Madonna; ela ligou da Flórida e explicou o orçamento necessário para o vídeo, bem como seus próprios conceitos por trás dele. Nos dias seguintes, Shaffer desenhou os esboços sequenciais e enviou-os por fax ao diretor, que acrescentava revisões a elas; Em uma entrevista à revista Icon, ele afirmou que "[Mark] tinha visões específicas em sua mente, fosse a aparência de Madonna ou os detalhes da paisagem dos sonhos, e foi muito incessante até que finalmente acertamos." Quase cem pessoas trabalharam durante as filmagens, para o qual foram criados conjuntos e acessórios "futurísticos" e "góticos". Durante os três meses seguintes, Shaffer esperou para serem iniciadas as gravações, uma vez que Bedtime Stories estava sendo lançado e os vídeos das duas primeiras faixas de trabalho, "Secret" e "Take a Bow", estavam em alta rotação em canais de música. No primeiro dia de filmagem, 5 de dezembro, ao chegar nos Estúdios Universal, Shaffer impressionou-se pela grandiosidade e a aparência futurística dos cenários. Seus esboços sequenciais foram coladas num quadro gigante em conjunto com os horários destinados à gravação de cada cena, e observou que muitas de suas ideias haviam evoluído desde que ele começou a trabalhar em agosto, mas que os conceitos principais haviam sido mantidos. Na mesma entrevista, Shaffer admitiu que "é sempre uma jornada para mim ver uma ideia intangível ganhar vida usando os esboços sequenciais como plataforma. É como sonhar com um determinado lugar ou objeto e depois vê-lo se materializar em realidade".
Madonna chegou logo depois e prosseguiu com as cenas em que estaria dentro d'água. Para os alinhamentos de pré-filmagens nos adereços, foi utilizado nos ângulos e nas posições da câmera uma dublê de Madonna. Cada cena foi filmada duas vezes, e a artista alterava completamente seu figurino: como exemplo, uma sequência em que ela usou uma peruca branca ao estilo vitoriana com um longo vestido, e para a próxima ela mudou por outra peruca branca reta até o tornozelo e trajou um vestido branco, ou em uma em que aparece de terno prateado futurista e sapatos de plástico transparente, similar a Logan's Run (1976), com o cabelo mais curto penteado para trás. Algumas complicações ocorreram durante as filmagens: como a pele de Madonna tendo sido tingida de azul por ela passar muitas horas num tanque de água com caveiras, a interrupção das gravações por algumas horas devido a um pequeno terremoto que atingiu o estúdio; além de dificuldades técnicas que causaram o cancelamento de uma cena em que mostraria a artista abrindo sua cavidade torácica e expondo seus órgãos internos. Uma tomada em que ela estaria sentada no colo de um esqueleto precisou ser adiada pois o adereço era pequeno demais para a cantora, e teve de ser reconstruído totalmente. A última cena filmada envolveu um laboratório em que Madonna estaria dormindo, usando um vestido futurista.

### Lançamento e sinopse
Em 10 de março de 1995, o vídeo foi lançado como curta-metragem musical em três diferentes salas de cinema do Odeon Cineplex: no Broadway Cinemas em Santa Mônica, Califórnia, no Chelsea Theater em Nova Iorque e no Biograph Theater em Chicago, Illinois. De acordo com Abbey Konowitch, gerente geral da Maverick Records, Madonna decidiu fazer parceria com a Odeon porque sua intenção era que o videoclipe "transcendesse a tela da televisão" e desse ao público a oportunidade de vê-la de uma forma inovadora e "antes de mais ninguém". Em entrevista à Billboard, ela acrescentou: "Quando você gasta tempo, energia criativa e dinheiro para reinventar a si mesmo e ao meio visual, precisa encontrar diferentes maneiras de expor seu trabalho e levá-lo às pessoas de uma forma não tradicional." Por sua vez, Freeman Fisher, vice-presidente de relações com os estúdios da Odeon, explicou que tal evento não poderia ser organizado a cada lançamento porque causaria problemas de investimentos. Além disso, limitou-se a esses cinemas porque assim teriam a maior variedade de espectadores e que, como se tratava de uma temporada lenta de ingressos, a estreia ajudou a vender mais bilhetes e foi vista como uma "experiência única". Ele concluiu: "[P]or quatro minutos o público vê imagens cinematográficas surpreendentes numa produção de primeira classe. Não é apenas outro artista mexendo a boca por cima da música." Em Nova Iorque, a rádio Z100 promoveu o projeto em teatros em Manhattan, oferecendo aos ouvintes passes de cinema e exemplares do disco Bedtime Stories gratuitamente, já em Santa Mônica o número de ligações recebidas pela direção local foi tal que resultou em um "nível intenso de interesse pela promoção". A fim de promover o vídeo, Madonna realizou um evento no Webster Hall em Nova Iorque no dia 18 seguinte, para 2,000 pessoas. O canal MTV e também a rádio Z100 o transmitiram como um especial, intitulado Madonna's Pajama Party, algo inédito na carreira da cantora. Madonna chegou ao local com um casaco com estampas de leopardo e cabelos cacheados, depois revelou uma camisola de seda branca. O videoclipe foi exibido no evento e Junior Vasquez, que também participou do especial como disco-jóquei (DJ), apresentou seus remixes da faixa. Ao final, ela leu para o público a história infantil Miss Spider's Tea Party (1994) deitada em uma cama enorme. A gravação audiovisual foi incluída no álbum de vídeo The Video Collection 93:99 e no DVD Celebration: The Video Collection.

Capturas do vídeo musical de "Bedtime Story"; Na imagem a cima, Madonna canta em frente a uma girassol, na segunda, ela é vista por algumas pessoas num telão.

O vídeo representa uma viagem ao sonho e ilustra a temática lírica da música, Vamos Ficar Inconscientes. A trama inicia-se com a tela azul de um computador exibindo o Olho de Hórus e uma mensagem que diz "Bem vindo", e embaixo, em letras menores "Assunto: Ciccone, M[adonna]". O vídeo progride para dentro de uma sala azul onde a cantora aparece como objeto de um teste científico, após uma substância líquida ser injetada em seu braço, ela cai em um sonho, conseguindo entrar em seu subconsciente. As imagens demonstradas nesta cena foram comparadas ao hermetismo e à nova era, no sentido de que seu corpo pálido parece quase leve e não está mais conectado à terra. A gravação segue com uma sequência de sonhos, contendo variados visuais e símbolos surrealistas, místicos, nova era, sufista e egípcios, e representações de água, lua e vários pássaros. Isso inclui imagens intercaladas nas quais Madonna canta em frente a um girassol rotatório que agita suas pétalas ao redor dela e outras onde um menino loiro é mostrado ao lado de um homem, com um pano em suas mãos. Também são vistos uma mulher com cabelos compridos e encaracolados, um alquimista levitando um cubo com o rosto de Madonna — caracterizada com longos cabelos pretos — em cada face, um senhor de costas com aparência de buda e dervixes girando e dançando em um grande salão. Em seguida, ela é vista dentro um poço com crânios parcialmente visíveis, enquanto um estranho homem a observa de cima. Depois, é mostrado brevemente no fundo de um lago, os dizeres "Palavras são Inúteis Especialmente Sentenças". Na sequência, a cantora aparece grávida usando um vestido branco enquanto suas mãos acariciam sua barriga. No lago, surgem duas pessoas com espelhos ao invés de crânios, que refletem o rosto da intérprete, e ela, que estava grávida, dá a luz a pombos brancos, que saem a voar; essa cena foi comparada ao quadro Meu Nascimento de René Magritte e Frida Kahlo, de 1932. A musicista é vista dormindo e deitando no colo de um esqueleto completo, que a abraça. De repente, ela sai a voar em um corredor, enquanto o menino loiro a vê e fica espantado. Em outra cena, Madonna aparece em um telão com a sombra de algumas pessoas a vendo, e posteriormente, ela põe sua língua para fora e uma luz sai de sua testa, e parece acorda-la, enquanto ela segue flutuando por um fundo preto, com estrelas, o homem do início do vídeo cobre o garoto loiro com o pano, enquanto a cantora é mostrada cercada de estrelas. Uma cena em que seus olhos e sua boca aparecem deslocados precede o final; o vídeo se encerra mostrando Madonna acordando e olhando para a câmera.

### Recepção e análise
O vídeo de "Bedtime Story" recebeu aclamação crítica desde seu lançamento. Corinna Herr escreveu no livro Madonna's Drowned Worlds que "referências visuais a pinturas surreais parece ser uma chave para o mundo das imagens de Madonna" e listou a gravação como um desses vídeos. No mesmo livro, o autor Santiago Fouz-Hernández acrescentou que vídeos como "Bedtime Story" incluíam tradições alquímicas e hermetistas, em particular os conceitos de androginia e mascaramento. Herr também escreveu sobre as influências da nova era no vídeo e o conceito de um mundo idealizado, "do qual ela não é necessariamente parte, mas para a qual, no entanto, parece atraída". Amaro Vicente declarou que, ao misturar de forma complexa realidade e sonho, ciência e fé, realismo e absurdo, toque e abstração, o vídeo se estabelece "como um produto da pós-modernidade e da nova era". Ele também argumentou que é baseado nas crenças e símbolos de várias religiões do mundo; Em conexão com isso, ela percebeu hieróglifos antigos, uma representação da morte e símbolos Mevlevis e Hindus, este último particularmente na sequência em que a artista mostra a língua enquanto uma luz clara emana de sua testa como se fosse um terceiro olho, que, segundo o autor, representa Kali, deusa da destruição. James Steffen, de The Cinema of Sergei Parajanov (2013), indicou que a cena em que uma criança lê um livro e faz vários vasos se moverem com a mente ao longo de uma grande mesa até que joga um no chão, é uma influência de Romanek em trabalhos do cineasta russo Andrei Tarkovsky, como Stalker. Da mesma forma, outra sequência em que um pé esmaga um cacho de uvas numa inscrição árabe, refere-se ao filme soviético The Color of Pomegranates, de 1969, dirigido por Sergei Parajanov. O autor expressou que essas alusões refletiam a atmosfera onírica e mística, e ainda completou dizendo que a gravação incorpora outras "imagens orientais exóticas, como dervixes girando". Eduardo Viñuela sublinhou o seu caráter onírico e afirmou que é aqui onde ela "realmente desdobra toda a artilharia de referências iconográficas. Ele concluiu dizendo que o trabalho se afastava das "convenções [exploradas] em videoclipes para abordar a vídeo-arte".

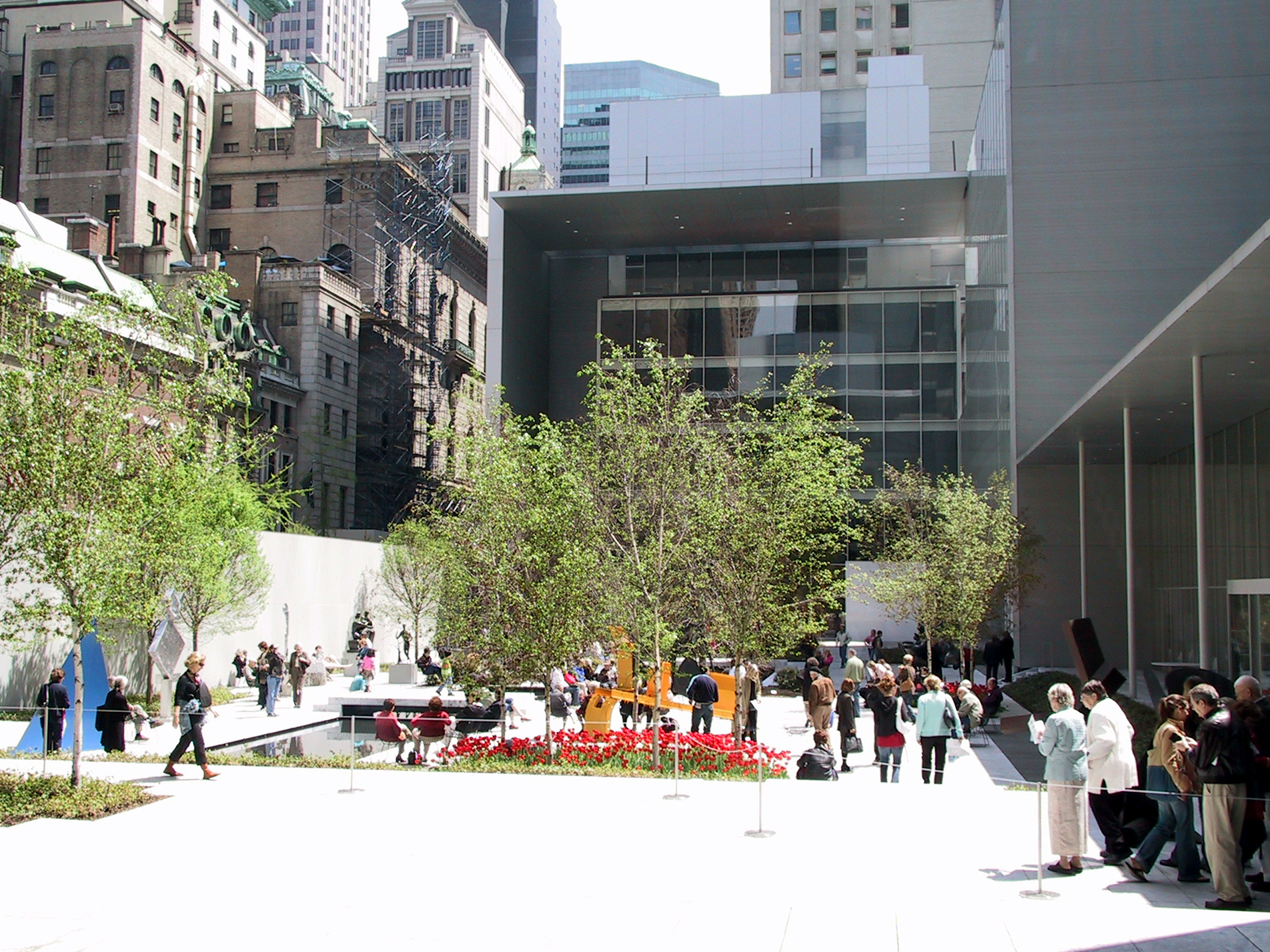
O vídeo encontra-se em exposição permanente no Museu de Arte Moderna de Nova Iorque.

O videoclipe acabou se tornando uma das obras mais importantes de Madonna e é considerado uma de suas produções mais artísticas e experimentais. Em retrospectivas, O'Brien elogiou o trabalho, chamando-o de "um dos vídeos mais experimentais" de Madonna e um "épico Dali-esco", o que permitiu-a entrar "nos portais das belas artes". Jake Hall, da publicação britânica Dazed, considerou "Bedtime Story" como um modelo para "a tendência futurista dos anos 1990", acrescentando que o vídeo "evita o óbvio, em favor de explorar as imagens geradas por computador". Mary von Aue da Vice o definiu como o primeiro exemplo do que se tornaria a "longa jornada" da artista em busca da espiritualidade, acrescentando que "ela não poderia ter experimentado melhor o inconsciente coletivo se tivesse sido dirigido por Carl Jung". Além do exposto, os críticos notaram influências do vídeo nos filmes The Fall (2006) e The Cell (2000), de Tarsem Singh; Escrevendo para a MTV um artigo elencando as referências à cultura pop presentes no vídeo de "Hold It Against Me", de Britney Spears, James Montgomery adjetivou "Bedtime Story" como um vídeo "ultra artístico" e notou sua influência no trabalho de Spears, destacando os seus cenários futuristas, os dançarinos em sincronização e a cena em que ela usa um grande vestido branco flutuante. Os autores Ignacio D'Amore e Mariano López comentaram que ele antecipou as cenas "mais velozes" de The Cell e também apresentou a Madonna "menos conectada ao mainstream em anos", imitando o tom "élfico" de Björk, disfarçando-se de "moderna" e se dedicando a explorar seu inconsciente. Foi exibido e mantido permanentemente em diferentes galerias de arte e museus, entre os quais destaca-se a Escola de Artes Visuais de Nova Iorque, e faz parte da coleção permanente do Museu de Arte Moderna da cidade pela "suas proezas artísticas e suas inspirações surrealistas".
Em 2012, a Billboard pediu aos seguidores da cantora que escolhessem seus dez vídeos mais marcantes, e "Bedtime Story" ficou em quinto lugar. Ele também figurou na mesma posição na lista compilada por Samuel R. Murrian da Parade, que escreveu: "Um dos fatores-chaves na longevidade incomparável de Madonna é sua disposição para experimentar, indefinidamente. Este videoclipe é uma prova disso. Uma conquista cinematográfica incrível, é como andar dentro de uma pintura de Salvador Dalí". Da mesma forma, Louis Virtel de NewNowNext classificou-o em oitavo lugar entre os 55 de maior destaque da cantora, chamando-o de "o Mulholland Drive de [sua] biografia, um sonho febril convulsionado e vivo". Mike Nied do Idolator classificou-o em 13º lugar entre os 25 melhores da artista e chamou-o de "apropriadamente surreal e surpreendente". Christopher Rosa, do VH1, incluiu-o entre os dez vídeos mais subestimados de sua carreira, chamando-o de "um sonho psicodélico e às vezes completamente perturbador".

## Apresentações ao vivo
Em fevereiro de 1995, Madonna cantou ao vivo um remix de "Bedtime Story", feito por Vasquez, durante a 15ª entrega do Prêmio Brit. Ela usava uma roupa "sofisticada" que consistia em um vestido branco de marca Versace e uma longa peruca loira que ia até a sua cintura; Essa aparência era semelhante à campanha publicitária da casa de moda estava promovendo na época. A artista convidou Björk para se apresentar ao seu lado no palco, mas a islandesa rejeitou a proposta; A esse respeito, ela argumentou: "Eles deveriam ter me dado o número pessoal dela e eu a ligaria, mas eu simplesmente não me senti confortável. Eu adoraria conhecê-la acidentalmente, muito bêbada em um bar. É toda essa formalidade que me desagrada". Durante a apresentação, uma máquina posicionada a sua frente emanava ar ao vestido e cabelo da cantora, enquanto dois dançarinos realizavam vários movimentos atrás dela. A Marie Claire classificou a apresentação em quarto lugar em sua lista de 30 destaques da premiação. Em sua resenha, a revista disse que foi o melhor número de abertura e que "[Madonna] deu o seu melhor, encantando o público com um show de luzes e [...] dançarinos vestidos de cetim". O  Huffington Post opinou que esta foi uma de suas melhores performances e que marcou o momento em que a cantora "passou do 'material[lismo]' para o 'etérea[lismo]'".
Em 2004, a versão "Orbital Mix" foi usada como um vídeo interlúdio para a turnê mundial Re-Invention. A performance contou com três trapezistas que realizavam acrobacias em balanços pendurados no teto ao estilo Cirque du Soleil, enquanto as telas ao fundo intercalavam fotos de Madonna vestida de branco cantando em frente a um espelho e em um scanner, e outras de um cavalo branco correndo pelo deserto. Este vídeo foi filmado nos estúdios Culver City, localizado em Los Angeles, sob a produção da empresa Veneno, Inc. e direção de Dago González, que já havia trabalhado em 2001 na digressão mundial Drowned. Em uma entrevista, ela comentou que o "trabalho em equipe" foi feito para que tanto a performance no palco quanto o vídeo criassem uma "experiência congruente" para os espectadores. Nesse sentido, explicou que durante os ensaios se reuniu com seus dançarinos e com o cantor Jamie King — coreógrafo e diretor da turnê — e juntos revisaram cada trecho da música para a criação da performance. Antes de escolher "Bedtime Story", King e Madonna consideraram outras faixas e mesmo no início não estava nos planos de criar um vídeo interlúdio. González já tinha ouvido o remix e a partir daí juntou vários conceitos e as primeiras ideias que analisou e discutiu com a artista. O objetivo principal era que ela tivesse contato visual com o público, mesmo que ela não estivesse realmente no palco. Para isso, ela queria que tudo fosse visto "de branco", tanto seu figurino — confeccionado por Arianne Phillips — quanto o cenário, já que essa cor era considerada divina na Cabala, disciplina que ela já havia começado a praticar. O vídeo guarda semelhanças com o original de Romanek, quando canta no scanner, ou também quando ela dança dentro de uma caixa, que é uma referência ao clipe de "Human Nature", dirigido por Jean-Baptiste Mondino.
Madonna gravou suas cenas em um domingo, já que era seu único dia de folga no meio dos ensaios e preparativos, então na véspera das filmagens outras cenas foram gravadas sem sua presença, enquanto trabalhava nos vídeos para os outros números da turnê. González admitiu que se tratou de um trabalho "incrivelmente ambicioso e muito preciso", já que tudo havia sido previamente ensaiado e ele fez questão de que a equipe soubesse o papel que deveria cumprir para que a filmagem pudesse "fluir com precisão militar". Originalmente, um pássaro seria incluído no vídeo, mas teria sido descartado porque não parecia muito cinematográfico, então foi decidido adicionar o cavalo branco, que de acordo com o diretor representava o "espírito animal" e o "espelho" de Madonna, um ser "belo, forte, indomável e elegante". Às vezes, a cantora e o animal parecem estar "intimamente relacionados" quando seus olhos são mostrados em primeiro plano. O diretor destacou que "os olhos fixos no final estão ligados ao conceito de que todos fazemos parte da mesma unidade, da mesma energia. E encontrar o caminho de volta às origens é o objetivo final". Como avaliações da apresentação, Glenn Gamboa, do jornal nova-iorquino Newsdayele, comentou que a "dança atlética" dos trapezistas durante o interlúdio "deu à canção uma graça que nunca teria sido vista em uma apresentação própria". Anthony J. Sanfilippo, editor do periódico Delaware County Daily Times, afirmou que "as três trapezistas ondulavam em perfeita sincronia enquanto voavam perigosamente sobre os espectadores". Por sua vez, Mick Lynch do site Cluas.com, em sua crítica ao show realizado na Irlanda, destacou que canções como "Lament" — da trilha sonora de Evita (1996) — e "Bedtime Story" eram "desconhecidas" para o público.

## Faixas e formatos
A distribuição de "Bedtime Story" contou com lançamentos em diferentes formatos e conteúdos. As edições em fita cassete, disco de vinil de doze polegadas e CD single vendidos nos Estados Unidos, incluíam a versão padrão da canção e "Sanctuary", outra faixa também inclusa em Bedtime Stories. Um maxi single contendo a versão editada de "Bedtime Story", sete remixes feitos pelo DJ Junior Vasquez e a dupla britânica Orbital, além de "Sanctuary" também foi lançado em solo americano. Na Europa, Austrália e Japão foi comercializado um CD single contendo quatro remixes e a versão editada do tema. A versão editada e o remix de Vasquez foram inclusos ao cassete posto a venda em solo europeu. Enquanto alguns remixes de "Secret" foram adicionados a um CD single de edição limitada lançado somente no Reino Unido. A música foi comercializada em formato vinil de doze polegadas em toda a Europa. Um extended play (EP) digital também foi liberado contendo treze diferentes remixes da obra; além da música original, uma edição editada da mesma e "Sanctuary".
| CD single americano / Vinil americano de doze polegadas / cassete americano |                 |         |  |
| N.º                                                                         | Título          | Duração |  |
| 1.                                                                          | "Bedtime Story" | 4:53    |  |
| 2.                                                                          | "Survival"      | 3:33    |  |

| Maxi single americano |                                              |         |  |
| N.º                   | Título                                       | Duração |  |
| 1.                    | "Bedtime Story" (versão editada do álbum)    | 4:08    |  |
| 2.                    | "Bedtime Story" (Junior's Wet Dream Mix)     | 8:35    |  |
| 3.                    | "Bedtime Story" (Junior's Dreamy Drum Dub)   | 9:34    |  |
| 4.                    | "Survival"                                   | 3:33    |  |
| 5.                    | "Bedtime Story" (Orbital Mix)                | 7:44    |  |
| 6.                    | "Bedtime Story" (Junior’s Sound Factory Mix) | 9:18    |  |
| 7.                    | "Bedtime Story" (Junior’s Single Mix)        | 4:53    |  |

| CD single europeu, australiano e japonês |                                              |         |  |
| N.º                                      | Título                                       | Duração |  |
| 1.                                       | "Bedtime Story" (versão editada do álbum)    | 4:08    |  |
| 2.                                       | "Bedtime Story" (Junior's Wet Dream Mix)     | 8:35    |  |
| 3.                                       | "Bedtime Story" (Junior's Dreamy Drum Dub)   | 9:34    |  |
| 4.                                       | "Bedtime Story" (Orbital Mix)                | 7:44    |  |
| 5.                                       | "Bedtime Story" (Junior’s Sound Factory Mix) | 9:18    |  |

| Cassete europeu |                                           |         |  |
| N.º             | Título                                    | Duração |  |
| 1.              | "Bedtime Story" (versão editada do álbum) | 4:08    |  |
| 2.              | "Bedtime Story" (Junior's Single Mix)     | 4:53    |  |

| CD single britânico edição ilimitada |                                       |         |  |
| N.º                                  | Título                                | Duração |  |
| 1.                                   | "Bedtime Story" (Junior's Single Mix) | 4:53    |  |
| 2.                                   | "Secret" (Allstar Mix)                | 5:11    |  |
| 3.                                   | "Secret" (Some Bizarre Mix)           | 9:48    |  |
| 4.                                   | "Secret" (Some Bizarre Single Mix)    | 4:17    |  |

| Vinil britânico e europeu de doze polegadas |                                              |         |  |
| N.º                                         | Título                                       | Duração |  |
| 1.                                          | "Bedtime Story" (Junior’s Sound Factory Mix) | 9:18    |  |
| 2.                                          | "Bedtime Story" (Junior's Sound Factory Dub) | 8:19    |  |
| 3.                                          | "Bedtime Story" (Junior's Wet Dream Mix)     | 8:35    |  |
| 4.                                          | "Bedtime Story" (Orbital Mix)                | 7:44    |  |

| Download digital |                                                   |         |  |
| N.º              | Título                                            | Duração |  |
| 1.               | "Bedtime Story" (Editado)                         | 4:07    |  |
| 2.               | "Bedtime Story" (Junior’s Wet Dream Mix)          | 8:35    |  |
| 3.               | "Bedtime Story" (Junior’s Dreamy Drum Dub)        | 9:36    |  |
| 4.               | "Survival"                                        | 3:31    |  |
| 5.               | "Bedtime Story" (Orbital Mix)                     | 7:43    |  |
| 6.               | "Bedtime Story" (Junior’s Sound Factory Mix)      | 9:18    |  |
| 7.               | "Bedtime Story" (Junior’s Single Mix)             | 4:54    |  |
| 8.               | "Bedtime Story" (Junior’s Sound Factory Mix Edit) | 4:18    |  |
| 9.               | "Bedtime Story" (Junior’s Sound Factory Dub)      | 8:14    |  |
| 10.              | "Bedtime Story" (Junior’s Wet Dream Dub)          | 7:31    |  |
| 11.              | "Bedtime Story" (Lush Vocal Radio Edit)           | 4:42    |  |
| 12.              | "Bedtime Story" (Lush Vocal Mix)                  | 6:49    |  |
| 13.              | "Bedtime Story" (Luscious Dub Mix)                | 7:40    |  |
| 14.              | "Bedtime Story" (Percapella Mix)                  | 6:32    |  |
| 15.              | "Bedtime Story" (Unconscious in the Jungle Mix)   | 6:27    |  |

## Créditos
Todo o processo de elaboração de "Bedtime Story" atribui os seguintes créditos:
Gravação e publicação
- Gravação realizada nos Estudios Chappell (Los Angeles).
- Masterização realizada em Sterling Sound (Nova Iorque).

Produção
- Madonna: vocalista principal, composição, produção
- Björk: composição
- Nellee Hooper: composição, produção
- Marius de Vries: composição, produção
- Colin Wolfe: baixo
- Meshell Ndegeocello: baixo
- Dallas Austin: bateria, teclados
- Tommy Martin: guitarra
- Babyface: sintetizador, programação de bateria
- Craig Armstrong: arranjos
- Jessie Leavey: arranjo, coordenação de orquestra
- Susie Katiyama: direção de orquestra
- Alvin Speights: engenharia, mixagem
- Brad Gilderman: engenharia
- Darin Prindle: engenharia
- Mark "Spike" Stent: engenharia
- Michael Fossenberg: engenharia
- Jon Gass: mixagem
- Greg Ross: design da capa do single
- Paolo Riversi: capa do single
- Mike Penn: contracapa do single

## Desempenho comercial
Nos Estados Unidos, "Bedtime Story" estreou em 22 de abril de 1995 no número setenta e quatro da tabela Billboard Hot 100, e na semana seguinte subiu atingindo o seu pico na posição 42. Tornou-se o primeiro single de Madonna desde "Burning Up" (1983) a não conseguir estabelecer-se dentro das quarenta primeiras posições da tabela. Caso houvesse conseguido, teria convertido sua intérprete na terceira artista feminina na "era do rock" com maior quantidade de entradas entre os quarenta mais do gráfico, atrás de Aretha Franklin com 42 e Connie Francis com 35. O jornalista Fred Bronson, da Billboard, presumiu que a perda de vendas e o fraco airplay impediram que o tema conquistasse uma melhor colocação. No total, esteve presente por sete semanas na Hot 100. Enquanto nas paradas de vendas de singles físicos e de execuções de rádios alcançou os números 27 e 68, respectivamente. Não obstante, na tabela de cações dance, fez a sua entrada diretamente no topo; Nesta última contagem, foi o terceiro single de maior sucesso de 1995. Além disso, constatou na trigésima oitava colocação da parada de música pop e na quadragésima da rítmica.
No Canadá, "Bedtime Story" obteve como posição máxima o número 42 da tabela de singles publicada pela revista RPM. Na Nova Zelândia a recepção foi modesta, estreando no número quarenta em 7 de maio de 1995, subindo para 38, que foi seu pico, deixando a tabela na semana seguinte. Em 9 de abril de 1995, a canção debutou na Austrália ocupando a quinta posição, onde permaneceu por três semanas. Deixou as dez primeiras colocações em sua quinta atualização e, eventualmente, saiu da parada ocupando o 44º posto após uma permanência total de nove semanas. Encerrou 1995 como a 91ª faixa mais bem sucedida desse período no país. O tema debutou na quarta colocação da parada musical do Reino Unido em 25 de fevereiro de 1995. Constou entre os vinte primeiros por duas edições e após 9 semanas deixou o gráfico. Em outros países europeus, a música também garantiu algum sucesso. Na tabela holandesa Single Top 100, obteve a 46ª colocação como melhor em 15 de abril de 1995, permanecendo nela por duas edições. Na Finlândia saltou do número 9 para o número 4, enquanto na região flamenga da Bélgica chegou ao 38º lugar durante uma única atualização.
| País — Tabela musical (1995)           | Posição de pico |
| -------------------------------------- | --------------- |
| Austrália (ARIA Charts)                | 5               |
| Bélgica (Ultratop 50 de Flandres)      | 38              |
| Canadá (RPM Single Chart)              | 42              |
| Escócia (OCC)                          | 4               |
| Estados Unidos (Billboard 100)         | 42              |
| Estados Unidos (Dance Club Songs)      | 1               |
| Estados Unidos (Hot 100 Airplay)       | 68              |
| Estados Unidos (Hot 100 Singles Sales) | 27              |
| Estados Unidos (Pop Songs)             | 38              |
| Estados Unidos (Rhythmic Songs)        | 40              |
| Europa (Music & Media)                 | 27              |
| Finlândia (IFPI Finlândia)             | 4               |
| Irlanda (IRMA)                         | 19              |
| Itália (Musica e dischi)               | 8               |
| Nova Zelândia (Recorded Music NZ)      | 38              |
| Países Baixos (Single Top 100)         | 46              |
| Reino Unido (UK Singles Chart)         | 4               |
| Reino Unido (UK Dance Chart)           | 6               |

| País — Tabela musical (1995)      | Posição |
| --------------------------------- | ------- |
| Austrália (ARIA)                  | 91      |
| Estados Unidos (Dance Club Songs) | 3       |